# Học viện Racovian

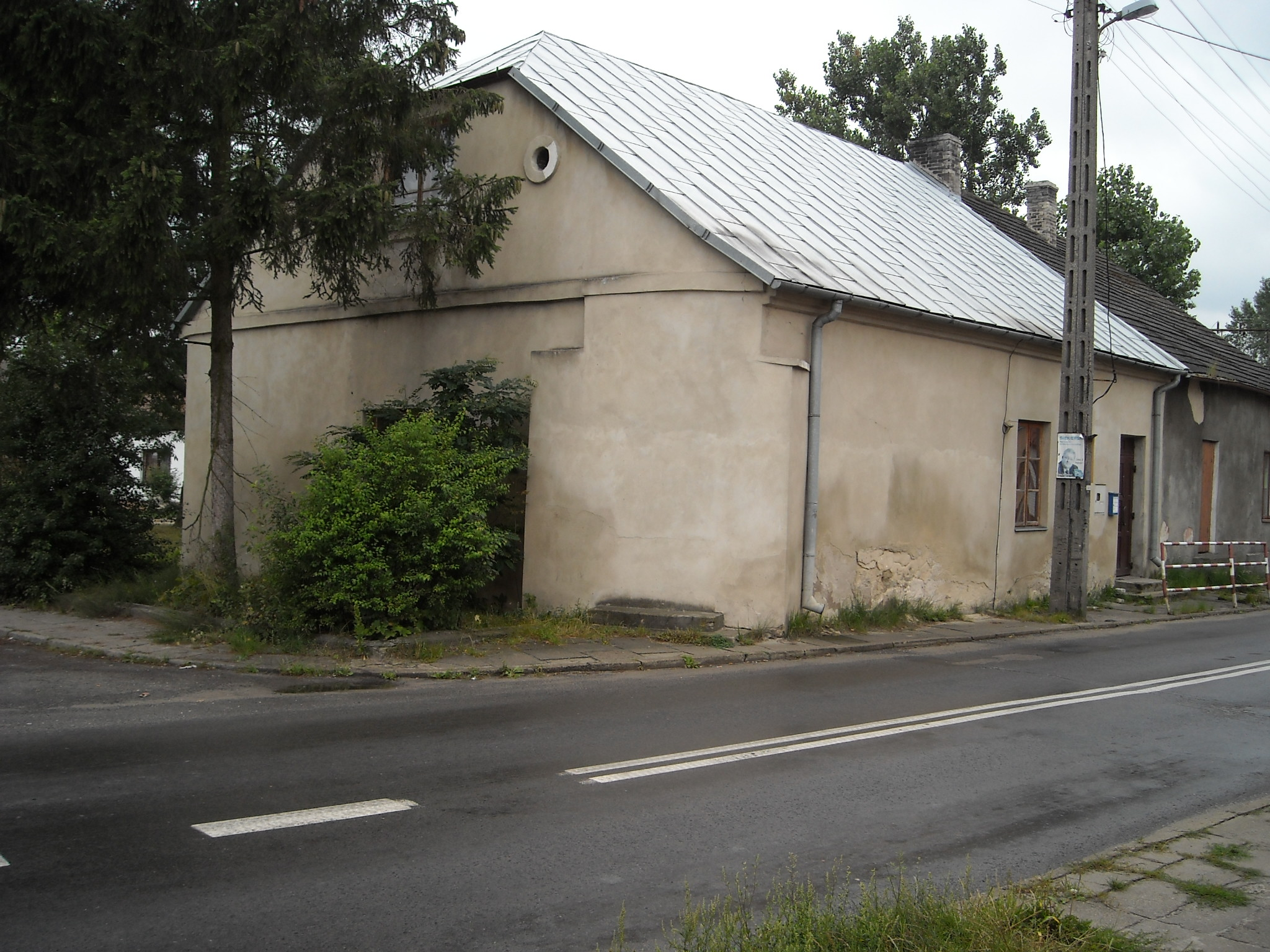
Nhà cũ của anh em đồng hữu Ba Lan (Sienieńskiego đường 6); hiện là thư viện và là ngôi nhà của Hội những người bạn của Raków

Học viện Racovian (tiếng Latinh: Gymnasium Bonarum Artium) là một trường học Socrates được vận hành từ năm 1602 đến 1638 bởi những người anh em đồng hữu Ba Lan ở Raków, Sandomierz Voivodeship của Lesser Ba Lan. Cộng đoàn Arian định cư ở Raków được thành lập vào năm 1569 bởi Jan Sienieński. Học viện được thành lập năm 1602 bởi con trai ông, Jakub Sienieński. Đỉnh cao của học viện là 1616-1630. Nó cùng thời với Học viện Calvinist Pińczów, được biết đến với cái tên "Sarmatian Athens". lượng hơn 1.000 sinh viên, bao gồm nhiều người nước ngoài. Tại thời điểm này, người ta ước tính rằng mười đến hai mươi phần trăm trí thức Ba Lan là người Arian.
Sự kết thúc của Học viện vào năm 1638 được cho là do cái cớ về sự phá hủy của một cây thập tự bên đường, bởi một số sinh viên của Học viện, trong khi đi cùng với một giáo viên Paludiusa Solomon. Jakub Zadzik, giám mục Kraków, Jerzy Ossoliński, voivode của Sandomierz, và Honorato Visconti, giáo hoàng, đã buộc đóng cửa Học viện và phá hủy tất cả các tòa nhà bằng bản án của Sejm vào tháng 4 năm 1638. Nhiều giản viên và sinh viên đã lưu vong ở Transylvania hoặc Hà Lan.

## Nhân viên của Học viện
- Jakub Sienieński (mất năm 1639) - người sáng lập và quản trị viên.
- Krzysztof Brockajus - hiệu trưởng 1602-1610
- Paweł Krokier - hiệu trưởng 1610-1616
- Julian Crellius, người Đức - hiệu trưởng 1616-1621
- Marcin Ruar, người Đức (Martin Ruarius) - hiệu trưởng 1621-1622
- Joachim Stegmann Sr., người Đức, - hiệu trưởng 1627? -1630?
- Wawrzyniec Stegmann - hiệu trưởng 1634-1638

Đội ngũ giảng viên, theo thứ tự bảng chữ cái:
- Giovanni Battista de Cetis, người Ý.
- Adam Gosławski (1577-1642)
- Jan Licinius, nhà ngôn ngữ học
- Andrzej Lubieniecki Sr. (1521-1623)
- Stanisław Lubieniecki Sr. (c.1558-1633)
- Krzysztof Morsztyn Jr. (c.1570? -1642), con trai của Krzysztof Morsztyn Sr. (1522-1600)
- Hieronim Moskorzowski (1560-1625) - Giáo lý Racovian, 1605
- Salomon Paludius
- Piotr Stoiński Jr. (1565-1605), con trai của Pierre Statorius (được biết đến ở Ba Lan với tên Piotr Stoiński Sr. 1530-1591)
- Valentinus Smalcius, người Đức (sinh ra Valentin Schmalz) (1572-1622) - Bản di chúc mới của Raków 1606
- Jonasz Szlichtyng (1592-1661)
- Julian Völkel, người Đức (? -1618)
- Andrzej Wiszowaty (1608-1678)
- Andrzej Wojdowski (1565-1622)

Sinh viên đáng chú ý tại học viện, người đã trở thành nhà văn lưu vong:
- Christopher Crellius (1622-1680), con trai của Julian Crellius và cha của Samuel Crellius và Tiến sĩ Christopher Crell của London.
- Andrzej Lubieniecki người trẻ hơn (1590-1667), nhà sử học.
- Stanisław Lubieniecki người trẻ hơn (1623-1675), nhà thiên văn học, cháu trai của Andrzej Lubieniecki.

## Ảnh hưởng
Xem thêm các bài viết chính về Anh em đồng hữu Ba Lan và Chủ nghĩa xã hội
Học viện Racovian đóng vai trò là trung tâm truyền bá niềm tin của người Socrate ở cả phía tây và đông Âu, đặc biệt là phái đoàn Arian đến Đại học Altdorf ở Nieders (1615), Remonstrant Hà Lan, người Unitarian ở Transylvania, thậm chí cả những người đồng tình với Musudaite với Do Thái giáo.
Các ấn phẩm của Viện Hàn lâm cho đến 1639, và những ấn phẩm của các giáo viên của Học viện lưu vong sau 1640, được biết là đã bị ảnh hưởng nhiều người Anh Unitarian như Bartholomew Legatt (1575? -1612), Edward Wightman (1566-1612) và Gilbert Clerke (1626, c.1697)  cũng như Isaac Newton (1643 Tiết1727), và Voltaire (1694 Tiết1778),